# Ballarat Fine Art Gallery
La Ballarat Fine Art Gallery, située dans la ville de Ballarat est la plus ancienne et la plus grande galerie d'art régional en Australie.
Le Musée abrite d'importantes collections sur l'histoire de l'art australien de la période coloniale du début à nos jours. Il surtout connu pour avoir hébergé le drapeau eureka. En matière de peinture, il propose notamment la collection de l'école d'Heideberg, mouvement impressionniste des années 1890, qui porte le nom d'un village de la vallée de la Yarra.

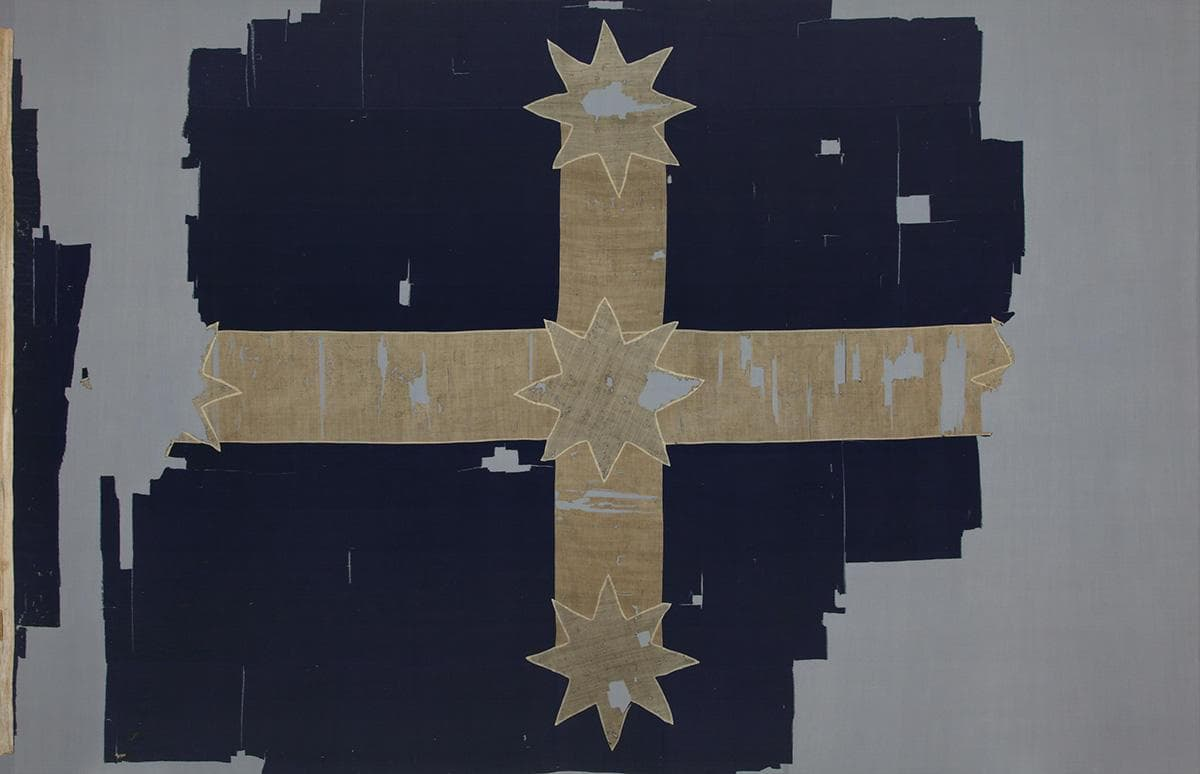
Drapeau eureka